# Цзіюань
Цзіюань (кит. спр. 济源市, піньїнь: Jìyuán Shì) — місто-повіт на правах префектури в центральнокитайській провінції Хенань.

## Географія
Цзіюань розташовується на півночі префектури, між річкою Хуанхе та провінцією Шаньсі.

### Клімат
Місто знаходиться у зоні, котра характеризується вологим субтропічним кліматом. Найтепліший місяць — липень із середньою температурою 26.7 °C (80 °F). Найхолодніший місяць — січень, із середньою температурою 0 °С (32 °F).
| Клімат Цзіюаня          | Клімат Цзіюаня | Клімат Цзіюаня | Клімат Цзіюаня | Клімат Цзіюаня | Клімат Цзіюаня | Клімат Цзіюаня | Клімат Цзіюаня | Клімат Цзіюаня | Клімат Цзіюаня | Клімат Цзіюаня | Клімат Цзіюаня | Клімат Цзіюаня | Клімат Цзіюаня |
| Показник                | Січ.           | Лют.           | Бер.           | Квіт.          | Трав.          | Черв.          | Лип.           | Серп.          | Вер.           | Жовт.          | Лист.          | Груд.          | Рік            |
| Середній максимум, °C   | 6              | 8              | 14             | 21             | 27             | 32             | 32             | 30             | 26             | 21             | 14             | 8              | 19             |
| Середня температура, °C | 0              | 3              | 8              | 15             | 21             | 26             | 27             | 26             | 21             | 15             | 8              | 2              | 14             |
| Середній мінімум, °C    | −3             | −1             | 3              | 9              | 15             | 20             | 23             | 22             | 16             | 10             | 3              | −2             | 9              |
| Норма опадів, мм        | 8              | 13             | 26             | 39             | 53             | 66             | 141            | 97             | 80             | 46             | 27             | 9              | 604            |
| ----------------------- | -------------- | -------------- | -------------- | -------------- | -------------- | -------------- | -------------- | -------------- | -------------- | -------------- | -------------- | -------------- | -------------- |
| Джерело: Weatherbase    |                |                |                |                |                |                |                |                |                |                |                |                |                |